# Северная сумчатая мышь
Северная сумчатая мышь (лат. Planigale ingrami) — вид из рода плоскоголовых сумчатых мышей семейства хищные сумчатые. Эндемик Австралии.

## Распространение
Обитает в северной части австралийского континента. Встречается в северо-восточной части Северной территории, в районе городов Маккай и Таунсвилл в Квинсленде и к югу от города Брунетт-Даунс.
Естественная среда обитания отличается большим разнообразием. Широко распространены на территории редколесья с глиняными почвами, чернозёмных равнин и австралийских лугов, подверженных сезонному затоплению в период с декабря по конец марта и имеющих глиняные почвы, в которых в период засухи образуются глубокие трещины (эти трещины используются северными сумчатыми мышами для укрытия от хищников и охоты на беспозвоночных).

## Внешний вид
Является самым маленьким сумчатым. Половой диморфизм между самцами и самками отсутствует. Длина тела с головой колеблется от 50 до 60 мм, хвоста — от 50 до 60 мм. Вес варьирует от 3,9 до 4,5 г. Спина покрыта буро-серым волосяным покровом с желтоватым оттенком. Брюхо более светлого цвета. Череп уплощён. Морда заострённая. Уши небольшие. Хвост средней длины, лысый. Обычно чуть короче длины тела с головой. Задние лапы шире, чем у представителей рода нинго. Как и другие плоскоголовые сумчатые мыши (кроме мелкозубой сумчатой мыши) имеет по три нижних и верхних премоляра.

## Образ жизни
Ведёт наземный образ жизни. Активность приходится на ночь. День проводит в норах, организуемых в расщелинах. В период засух прячется в трещинах в высохшей земле. Иногда греется на солнце. В период недостатка еды может впадать в ежедневную спячку по 2-4 часа.
Хищники. Основу рациона составляют насекомые, размеры которых могут превышать собственные размеры (преимущественно кузнечики и сверчки). Поедают только мягкую часть, оставляя нетронутой голову и крылья.

## Размножение
Сумка развита хорошо, открывается назад. Размножаются круглый год, преимущественно в период с декабря по апрель. В год самка может приносить более одного приплода. В потомстве от 4 до 8 детёнышей в северной части своего ареала и до 12 детёнышей в южной части ареала. Количество сосков на груди — 6-12. От груди детеныши отлучаются через 90 дней. Максимальная продолжительность жизни в неволе неизвестна, однако на природе, предположительно, могут жить до 1,3 года.